# Unkvadnilium
Az unkvadnilium a periódusos rendszer 140-es rendszámú, feltételezett elemének szisztematikus neve, ideiglenes vegyjele Uqn. Feltehetően csak gyorsítóban állítható elő, önállóan a természetben nem található meg és nagy eséllyel csak a másodperc ezred részéig[forrás?] létezhet. Egyelőre még nem sikerült előállítani, de feltételezhetően hatalmas tömege rögtön összeomlasztaná szerkezetét[pontosabban?] és réniumra (Re)[forrás?] bomlana. Előállítása is ezen alapulhat, ha elég nagy energiával sikerülne két réniumatomot[forrás?] fuzionálni. A periódusos rendszerben az előtte lévő feltételezett elem az untriennium. Nagy eséllyel a szuperaktinoidák csoportjába tartozik.[forrás?]